# Anastazy Pers
Anastazy Pers, Anastazy z Persji cs. Prepodobnomuczenik Anastasij Piersijanin (zm. 628) – święty Kościoła katolickiego i prawosławnego, mnich, męczennik.

## Życiorys
Był synem perskiego wróżbity o imieniu Wawa. Będąc poganinem nosił imię Magundat i służył jako żołnierz w armii perskiego króla Chozroesa.
W 614 r. Jerozolima została zburzona przez Persów. Wraz z innymi łupami król wywiózł część Krzyża Pańskiego. Stał się on źródłem licznych cudów i sami Persowie zaczęli mówić, iż „do Persji przybył chrześcijański Bóg”. Porażony siłą Krzyża, Magundat nawrócił się na chrześcijaństwo, udał się do Jerozolimy i został ochrzczony imieniem Anastazy. Tam też złożył śluby zakonne i zamieszkał w monasterze położonym między Jerozolimą i Ławrą św. Sawy Uświęconego. Przez siedem lat wraz z innymi braćmi ponosił trudy życia mniszego, cechując się przy tym szczególną pokorą i zamiłowaniem do pracy. Następnie udał się do Persji opuszczając z nieznanych powodów klasztor. 
Anastazy poniósł męczeńską śmierć w ojczystej Persji w 628 roku przez powieszenie. Jako zdrajcę wiary i narodu perskiego poddano go ciężkim torturom, m.in. bito pałkami i wieszano za rękę z przywiązanym u nogi kamieniem. Wraz z nim śmierć poniosło około 70 innych chrześcijan. 

## Kult
Po śmierci króla Chozroesa relikwie świętego przeniesiono do jego rodzimego monasteru w Palestynie. Przed VII Soborem Powszechnym jego głowa została przeniesiona do Rzymu. Męczennik Anastazy cieszy się kultem głównie w Azji Mniejszej.
W ikonografii przedstawiany jest jako młodzieniec w bogatych sztach lub jako pustelnik. Jego atrybuty to krzyż przypominający, że był chrześcijaninem oraz palma i siekiera symbolizujące jego męczeńską smierć. 
Wspomnienie liturgiczne w Kościele katolickim obchodzone jest 22 stycznia (rocznica śmierci) i 24 stycznia, jako rocznica przeniesienia relikwii świętego do Palestyny. Cerkiew prawosławna wspomina odpowiednio: 4 i 6 lutego według kalendarza gregoriańskiego.